# Мортадела

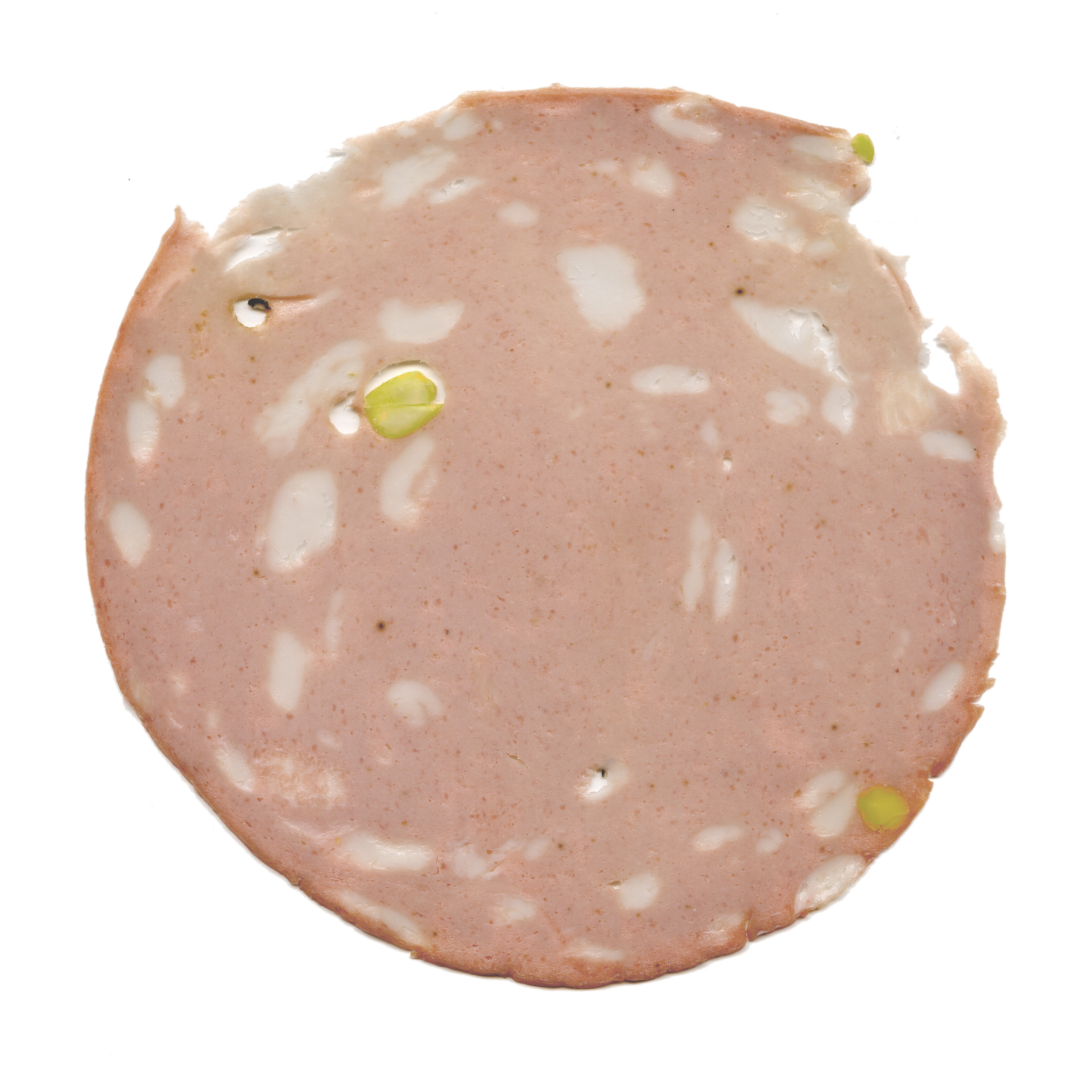
Мортадела з фісташками

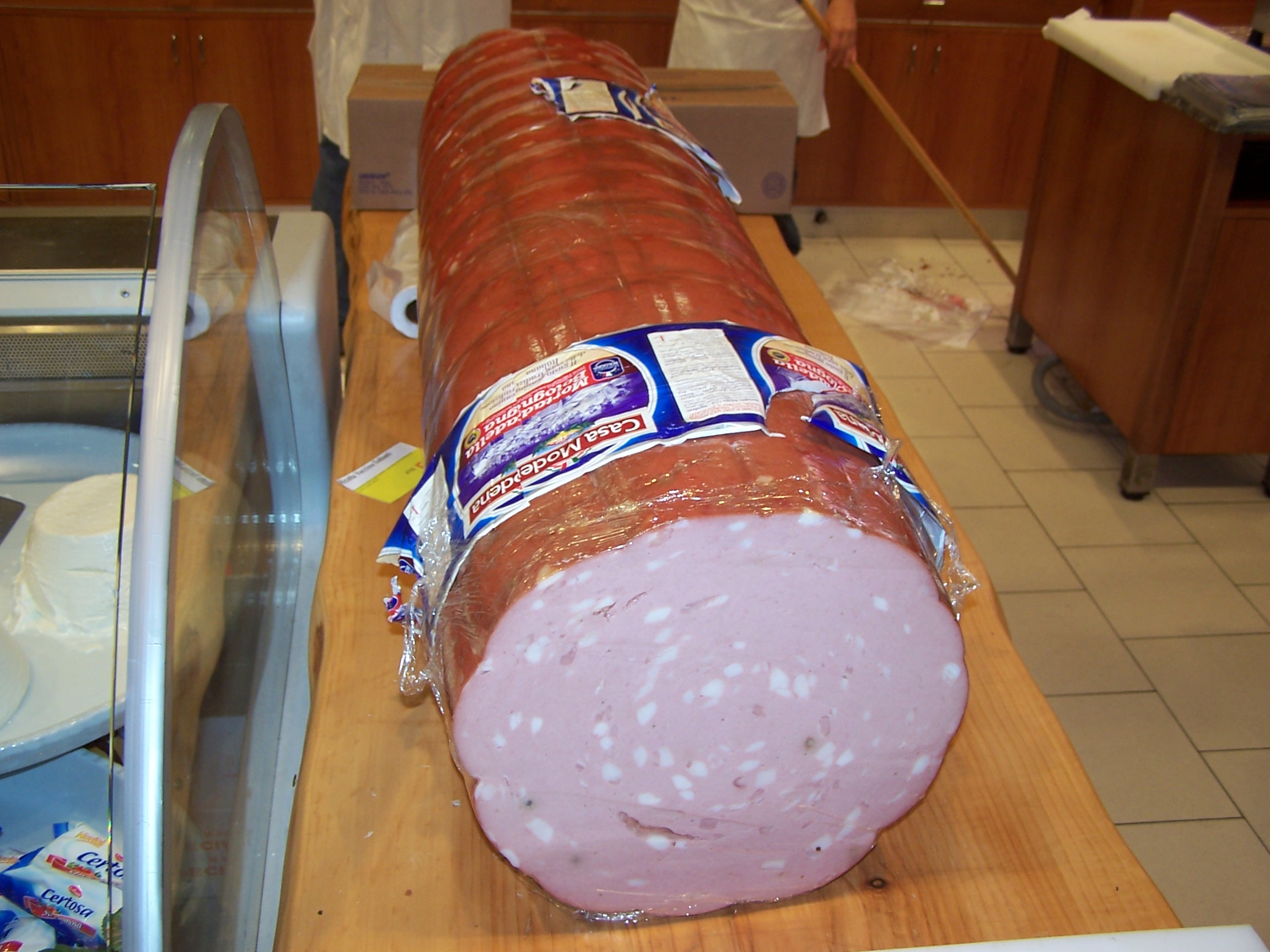
Батон мортадели

Мортадела або Болонська мортадела (італ. Mortadella Bologna) — різновид італійської вареної ковбаси, виробляється у Болоньї, регіон Емілія-Романья.

## Історія
Ковбаса, схожа на мортаделу вироблялась ймовірно ще за часів Римської імперії, у І сторіччі н. е. Але у середні віки виробництво було припинено і відновилось лише у XVI сторіччі у місті Болонья. У ті часи мортадела була дуже дорогим виробом, внаслідок того, що до її складу входила велика кількість спецій, які мали високу ціну, вона у 9 разів перевищувала вартість хлібу, у 3 рази — вартість шинки, у 2 рази — вартість оливкової олії. У наш час ковбаса отримала категорію IGP (захищене географічне найменування).

## Виробництво
Під час виробництва мортадели суворо дотримуються рецептури. Використовується охолоджене або заморожене м'ясо, яке перед тим як змішати з іншими інгредієнтами ретельно подрібнюють до пастоподібної консистенції. Після цього в фарш додають шматочки високоякісного свинячого сала (нарізаного розміром приблизно 1 кубічний сантиметр) та суміш зі спецій (сіль, білий перець, перець, коріандр, аніс). До фаршу можуть додавати фісташки та вино. Законом дозволено використання цукру (не більше 0,5 % від маси продукту), нітратів натрію або калію, аскорбінової кислоти та глутамату натрію. Після цього фарш фасують у натуральну або штучну оболонку та нагрівають. Тривалість нагрівання дуже варіює та залежить від розмірів батону ковбаси. Вона може складати від кількох годин до кількох діб, доки температура у центрі виробу не досягне 70 °C. Потім ковбасу охолоджують до 10 °C, для того щоб стабілізувати форму батона ковбаси.

## Характеристики мортадели
Готова мортадела має овальну або циліндричну форму, вага батону ковбаси коливається від 500 г до 100 кг, діаметр батону зазвичай дуже великий (до 30 см). У продаж ковбаса потрапляє у вигляді дуже тонко нарізаних шматочків або у вигляді батонів. Консистенція компактна, не еластична. Поверхня зрізу рожева, оксамитова, добре видно білі вкраплення жирової тканини (близько 15 %) та фісташок (якщо вони входять до складу ковбаси), які рівномірно розподілені в м'ясі. Аромат яскравий, м'ясний, смак — ніжний.

## Вживання
У італійській кухні ковбаса мортадела є популярним інгредієнтом. Найчастіше використовується при приготуванні бутербродів, а також цілого ряду традиційних страв, наприклад, в омлеті фритата. Дуже часто мортадела використовується у салатах, холодних закусках і пастах, смакує з волоськими горіхами, кислими ягодами, сирами, курячими та перепелиними яйцями.